# 瓦伊拉泰阿环礁
瓦伊拉泰阿環礁（Vairaatea）是南太平洋法屬波利尼西亞的環礁，屬於土阿莫土群島的一部分，由努库塔瓦克市镇管辖，位於努库塔瓦克岛以西38公里，由2個島嶼組成，長8公里、寬4公里，土地面積3平方公里，潟湖面積13平方公里，2007年人口66。

## 外部連結
- Pictures and map （页面存档备份，存于）
- （页面存档备份，存于）
- Samuel Wallis (in German) （页面存档备份，存于）
- visit to Vairaatea （页面存档备份，存于）